# Les Prêtres
Les Prêtres est le nom du groupe créé à l'initiative de Jean-Michel di Falco, et composé de trois membres du clergé du diocèse de Gap et d'Embrun.

## Histoire
C'est à la suite d'une discussion avec Didier Barbelivien que Jean-Michel di Falco, évêque de Gap et Embrun (Hautes-Alpes) propose à deux prêtres et un séminariste du diocèse de Gap et d'Embrun d'enregistrer un disque au profit de deux projets, l’un pastoral (construction d'une église à Notre-Dame du Laus dans le diocèse) et l’autre caritatif (construction d'une école à Madagascar).
Les trois chanteurs sont :
- Jean-Michel Bardet, né le 17 novembre 1964 (60 ans)[2], curé de la paroisse de la cathédrale de Gap depuis 2004[3] ; depuis septembre 2014, il est curé de Briançon.
- Charles Troesch, né 1er juin 1982 (42 ans)[2], ordonné prêtre en juin 2009, vicaire de la paroisse Saint-Roch de Gap[4] puis nommé chapelain de la basilique Notre-Dame du Laus en septembre 2010[5] puis curé de Chorges en 2014
- Joseph Dinh Nguyen Nguyen, né 5 décembre 1984 (40 ans)[2], ancien séminariste dans le diocèse (de 2004 à 2007)[6].

Ce projet s'inspire du groupe irlandais The Priests.
Le groupe se sépare après la tournée de l'album Amen.

## Premier albumSpiritus Deisorti en mars 2010

### Diffusion de l'album
Le CD sort le 29 mars 2010 sous le label de TF1 Musique. Le démarrage est spectaculaire : dès la première semaine l'album est classé numéro 5 dans le classement officiel des ventes d'albums en France. Dès la semaine suivante, l'album est numéro 2 puis disque de platine. À partir du 12 avril 2010, le disque est en tête des ventes d'albums en France, première place qu'il garde pendant neuf semaines jusqu'au 13 juin 2010, record en France qui n'avait été battu par des Français que trois fois depuis 2000 : l'album Entre deux de Patrick Bruel (11 semaines en 2002), la musique de Bruno Coulais pour le film Les Choristes (11 semaines en 2004) et l'album Caravane de Raphael (12 semaines en 2005).
Les Prêtres sont invités le 24 avril 2010 par France 2 sur le plateau d'Encore une chanson !. Ils chantent le 14 juillet 2010 à Gap et le 15 juillet à Sisteron pour le passage du Tour de France. Ils se produisent également en concert dans plusieurs villes de France et à l'étranger, notamment au Canada en novembre 2010, puis en Italie et à Malte.
Fin 2010, l'album est certifié disque de diamant avec plus de 500 000 exemplaires vendus,. Neuf mois après sa sortie, l'album est toujours dans le top 10 des albums les plus vendus, encore en quatrième place mi-décembre 2010. Il remonte ensuite de nouveau jusqu'à la première place fin 2010.
Mi-décembre 2010, le CD a été vendu à plus de 750 000 exemplaires.
L'album termine l'année 2010 en première place du classement des meilleures ventes d'album en France, toutes catégories confondues. Sa diffusion sera encore importante en 2011 malgré la sortie du second disque en avril, il se classe encore 9e jusque fin mai.

### DVD sorti en décembre 2010
Le 1er décembre 2010, le groupe sort un DVD, le premier « live » d'un récital enregistré à la Cathédrale de Rouen en juin 2010, avec une centaine de choristes et une chorale d'enfants. Les choristes, qui ont d'ailleurs participé à l'enregistrement du CD, se nomment « Les Copains d'Accords », grande chorale à laquelle est rattachée la chorale d'enfants « Les Petits Copains D'Accords ». C'est la chorale de Maffliers (Val d'Oise), dirigée par Isabelle Cornu.

## Second albumGloriasorti en avril 2011
Le groupe sort un second album en mars 2011, sorti le 25 avril 2011, comme cela avait été annoncé en décembre 2010. Jean-Michel di Falco précise que cet album est « dans le même esprit » que le premier opus, c’est-à-dire à la fois « des chants religieux, mais aussi des chants profanes ». En 2011, le groupe Les Prêtres a repris la chanson de Florent Pagny Savoir aimer

## Troisième albumAmensorti en avril 2014
Le troisième et dernier album du groupe est sorti le 7 avril 2014. Il se classe no 1 dès la première semaine.

## Album compilation
Le 4 décembre 2015, le groupe sort une compilation intitulée L'Essentiel. Il regroupe les morceaux les plus populaires du répertoire des Prêtres avec deux titres inédits dont L'homme en blanc de Pierre Bachelet.

## Donations
À l'issue des 800 000 exemplaires vendus de l'album Spiritus Dei, Jean-Michel di Falco annonce le financement des travaux à Notre-Dame du Laus, le versement de 100 000 € à l'association malgache « Akamasoa », fondée par le père Pedro Opeka, la remise de 50 000 € à l’association « Après » d’Yves Duteil permettant ainsi la création d'une école en Inde, et la donation de 200 000 € à l'école Sainte-Thérèse d'Antsirabe,.
L'argent récolté par l'album Gloria permet de financer l'association malgache « Akamasoa » et de venir en aide à l'association parisienne « Tibériade », qui accueille les personnes atteintes du sida ayant perdu leur emploi.
Enfin, l'argent récolté grâce à l'album Amen est reversé à l'association « ATD Quart Monde », dont le but est de faire cesser la misère dans 29 pays, ainsi qu'à la « Ferme de Faucon », fondée par le père Guy Gilbert, qui vient en aide aux jeunes en difficulté, et à l'association malgache « Akamasoa ».

## Polémique sur les affiches de la RATP
Fin mars 2015, la direction de la RATP prend la décision de refuser, dans l'affiche pour un concert du groupe, de mentionner que les bénéfices du concert soutiendraient la cause des chrétiens d'Orient, ce qui provoque une polémique alimentée par plusieurs médias et par plusieurs personnalités politiques, La RATP justifie sa décision par le souci de neutralité et de laïcité, motif qui, selon Emmanuel Pierrat, avocat au barreau de Paris, n'a aucun fondement juridique. Bertrand Vergely ne voit dans cet argument de neutralité religieuse qu'une forme d'antichristianisme,,,. Jean-Michel di Falco ajoute : « dire que l’on ne prend pas parti face à un génocide, c’est de la lâcheté : quand une population est massacrée de manière systématique, on prend parti. Et c’est parce qu’on n’a pas pris parti qu’il y a eu la Shoah ». L'affaire prend alors une véritable tournure politique et judiciaire.

## Pour approfondir